# Bo Wretling
Bo Otto Wretling, gitarr- och lutbyggare, född 22 september 1908 i Umeå, död 25 december 1986.

## Biografi
Bo Wretling var ett av sex barn till möbelfabrikören och konstnären Otto Wretling. Han avlade gesällprov år 1929 och arbetade sedan som verkmästare med ansvar för snickerifabriken i familjeföretaget Firma Otto Wretling. Han etablerade sig sedan som instrumentmakare och blev Kunglig hovleverantör innan han flyttade till Stockholm 1949 där han byggde lutor och gitarrer med egen verkstad och butik på Lidingö fram till 1969.
Kuriosa: Han byggde kistan för Evert Taube 1976. Bo Wretling är begravd på Lidingö kyrkogård.